# Mesochorus dissitus
Mesochorus dissitus är en stekelart som beskrevs av Dasch 1974. Mesochorus dissitus ingår i släktet Mesochorus och familjen brokparasitsteklar. Inga underarter finns listade i Catalogue of Life.